# Совлечение одежд с Христа
«Совлечение одежд с Христа» — картина Эль Греко, написанная в 1577—1579 годах для ризницы главного алтаря Толедского собора, где и находится по сей день.
На картине изображён Христос, со спокойным безразличием обративший взор в небеса, отрешённый от окружающей его жестокости . Светлый лик Спасителя резко контрастирует с грубыми фигурами столпившегося вокруг него возмущённого люда. Один из них осуждающе указывает пальцем на приговорённого к распятию, а рядом уже идёт спор за его одежду. Человек в зелёном крепко держит верёвку, привязанную к руке Христа, и готовится сорвать с него хитон для подготовки к распятию. На левом переднем плане три Марии горестно созерцают, как в кресте высверливают отверстия для гвоздей.
Всю мощь своего выразительного искусства Эль Греко сосредоточил на ярко-красном хитоне Христа. Фиолетовые тени в складках одеяния и светлые места на его рельефных очертаниях лишь усиливают царственное величие красного на полотне. Вертикальная композиция картины и сжатый передний план, вероятно, потребовались Эль Греко для подчёркивания давления мучителей на доминирующего в центре картины Христа. Исключение лишнего пространства на картинах было распространено среди маньеристов XVI столетия.
По мнению искусствоведа Гарольда Уэтея, картина является «экстраординарно оригинальным шедевром», эмоциональный эффект от которой достигается необычайно интенсивным использованием красок. Возможно, на создание картины оказали влияние величественные образы Спасителя из византийского искусства, так как тема совлечения одежд была крайне редкой в западной живописи того времени. Приёмы поздневизантийской живописи можно увидеть в изображении нескольких рядов голов друг над другом для создания эффекта толпы. С другой стороны, мотив столпотворения людей вокруг Христа предполагает знакомство с работами северных мастеров, таких как Босх, крупнейшая коллекция работ которого принадлежала Филиппу II. Наклонённая фигура в жёлтом могла быть позаимствована с гобелена Рафаэля «Чудесный улов рыбы», который Эль Греко наверняка видел в Риме. В остальном картина оказалась абсолютно новаторской для своего времени.
Заказ на работу художник получил благодаря давней дружбе с Луисом де Кастилья, сыном декана Толедского собора Диего де Кастилья. Сохранился документ, связанный с этой картиной и датированный 2 июля 1577 года, являющийся самым ранним свидетельством появления Эль Греко в Испании. Картина «Совлечение одежд с Христа» стала предметом споров между художником и представителями Толедского собора относительно оплаты за проделанную работу. По решению суда Эль Греко получил 350 дукатов, хотя сам оценивал её на 950. Соборное духовенство возражало против появления на картине трёх Марий, так как в Евангелиях не упоминается их присутствие при данной сцене. Эль Греко, вероятно, позаимствовал этот элемент, как и верёвку на запястье, из «Размышлений о жизни Христа» Псевдо-Бонавентуры. Размещение истязателей выше головы Христа также использовалось в качестве аргумента для снижения цены за работу.
Несмотря на недовольство духовенства, картина имела огромный успех. В настоящее время известно как минимум 17 её версий, две из которых, значительно меньшего размера, принадлежат руке самого Эль Греко, являясь, возможно, рабочими эскизами.
После проведения реставрационных работ в конце 2013 года «Совлечение одежд с Христа» была выставлена среди прочих картин Эль Греко в музее Прадо и в 2014 году возвращена в Толедо.